# اندرو توماس بلینی، یازدهمین بارون بلینی
اندرو توماس بلینی، یازدهمین بارون بلینی (انگلیسی: Andrew Blayney, 11th Baron Blayney؛ ۳۰ نوامبر ۱۷۷۰ – ۸ آوریل ۱۸۳۴) فرد نظامی اهل پادشاهی متحد بریتانیای کبیر و ایرلند بود.